# Bundespräsidentenwahl in Österreich 1963
Zur Bundespräsidentenwahl in Österreich 1963, der dritten Volkswahl eines österreichischen Staatsoberhaupts, kam es am 28. April 1963. Der bisherige Amtsinhaber, Adolf Schärf, wurde bereits im ersten Wahlgang in seinem Amt bestätigt und war damit auch der erste Bundespräsident, der eine zweite Amtsperiode begann. Schärf starb jedoch bereits im Februar 1965, wodurch eine vorgezogene Wahl notwendig werden sollte.

## Ausgangslage
Der bisherige Bundespräsident Adolf Schärf (SPÖ) trat, wie es die Verfassung erlaubte, neuerlich zu einer Wahl an. Seine Konkurrenten waren der frühere Bundeskanzler Julius Raab (ÖVP) sowie der Jurist Josef Kimmel (vorgeschlagen durch die Europäische Föderalistische Partei Österreichs).

## Ergebnis
| Kandidaten                            | Parteien                          | Stimmen   | %    |
| ------------------------------------- | --------------------------------- | --------- | ---- |
| Adolf Schärf                          | Sozialistische Partei Österreichs | 2.473.349 | 55,4 |
| Julius Raab                           | Österreichische Volkspartei       | 1.814.125 | 40,6 |
| Josef Kimmel                          | Parteilos                         | 176.646   | 4,0  |
| Gesamt                                | Gesamt                            | 4.464.120 | 100  |
|                                       |                                   |           |      |
| Ungültige Stimmen                     | Ungültige Stimmen                 | 190.537   | 4,1  |
| Wähler                                | Wähler                            | 4.654.657 | 95,6 |
| Wahlberechtigte                       | Wahlberechtigte                   | 4.869.603 |      |
|                                       |                                   |           |      |
| Quelle: Bundesministerium für Inneres |                                   |           |      |

## Angelobung
Adolf Schärf wurde neuerlich am 22. Mai 1963 vor der Bundesversammlung angelobt. 